# Anna Span
Anna Arrowsmith, née Anna Imogen Thompson le 15 janvier 1972 à Greenwich, connue un temps comme Anna Span, est une militante et réalisatrice de film pornographique,, anglaise, devenue personnalité politique.
Elle se définit comme bisexuelle. Elle a reçu de nombreux prix pour son travail et affirme défendre une pornographie respectueuse des femmes.

## Jeunesse
Anna Arrowsmith est née et a grandi dans la province anglaise du Kent.
Elle possède une licence (graduate en anglais) du Central Saint Martins College of arts and design et a commencé à réaliser des films pornographiques en 1999.

## Reconnaissance professionnelle
Arrowsmith a été consacré meilleur réalisateur pour adultes aux UK adult film & TV awards, l'équivalent des Hots d'or britanniques de 2007 à 2009 et elle a gagné en 2007 le prix Indie porn pioneer (« pionnière du porno indépendant ») à l'International Emma Feminist Porn Awards, à Toronto.
Elle a aussi été le centre du documentaire Sex films for girls, sur sa pratique en femme réalisatrice de porno.

## Carrière politique
Elle a aussi été candidate pour Gravesham (dans le Kent) en 2010 sous les couleurs du parti Liberal Democrat. Toutefois elle n'a obtenu que 13 % des votes de sa circonscription.